# OR2H2
OR2H2 (англ. Olfactory receptor family 2 subfamily H member 2) – білок, який кодується однойменним геном, розташованим у людей на короткому плечі 6-ї хромосоми. Довжина поліпептидного ланцюга білка становить 312 амінокислот, а молекулярна маса — 34 763.
| 10         |  | 20         |  | 30         |  | 40         |  | 50         |
| ---------- |  | ---------- |  | ---------- |  | ---------- |  | ---------- |
| MVNQSSTPGF |  | LLLGFSEHPG |  | LERTLFVVVL |  | TSYLLTLVGN |  | TLIILLSALD |
| PKLHSPMYFF |  | LSNLSFLDLC |  | FTTSCVPQML |  | VNLWGPKKTI |  | SFLDCSVQIF |
| IFLSLGTTEC |  | ILLTVMAFDR |  | YVAVCQPLHY |  | ATIIHPRLCW |  | QLASVAWVIG |
| LVESVVQTPS |  | TLHLPFCPDR |  | QVDDFVCEVP |  | ALIRLSCEDT |  | SYNEIQVAVA |
| SVFILVVPLS |  | LILVSYGAIT |  | WAVLRINSAK |  | GRRKAFGTCS |  | SHLTVVTLFY |
| SSVIAVYLQP |  | KNPYAQERGK |  | FFGLFYAVGT |  | PSLNPLIYTL |  | RNKEVTRAFR |
| RLLGKEMGLT |  | QS         |  |            |  |            |  |            |

A: Аланін

C: Цистеїн

D: Аспарагінова кислота

E: Глутамінова кислота

F: Фенілаланін

G: Гліцин

H: Гістидин

I: Ізолейцин

K: Лізин

L: Лейцин

M: Метіонін

N: Аспарагін

P: Пролін

Q: Глутамін

R: Аргінін

S: Серин

T: Треонін

V: Валін

W: Триптофан

Кодований геном білок за функціями належить до рецепторів, g-білокспряжених рецепторів, білків внутрішньоклітинного сигналінгу. 
Локалізований у клітинній мембрані.